# Chiasme
«  Chiasme (figure de style) » redirige ici. Ne pas confondre avec Chiasme (Arts Plastiques).
Le chiasme (prononcer /kjasm/ « kyasm », du grec χιασμός : khiasmós « disposition en croix, croisement », provenant de la lettre grecque khi « X » en forme de croix), substantif masculin, est une figure de style qui consiste en un croisement d'éléments dans une phrase ou dans un ensemble de phrases sur un modèle AB/BA et qui a pour effet de donner du rythme à une phrase ou d'établir des parallèles. Le chiasme peut aussi souligner l'union de deux réalités ou renforcer une antithèse dans une phrase.

## Figure de style: exemples
Chiasme (structure ABBA) : les types se réfèrent à la classification décrite plus bas.
- « Ayant le feu pour père, et pour mère la cendre. » (Agrippa d'Aubigné, type 4 lexical/lexical)
- « La neige fait au nord ce qu'au sud fait le sable. » (Victor Hugo, type 4 analogique/antithétique)
- « Les désespoirs sont morts, et mortes les douleurs. » (Albert Samain, type 3 lexical)
- « Absence de preuve n’est pas preuve d’absence. » (proverbe scientifique, type 1 – c'est aussi une inversion du déterminant et du déterminé)
- « Et l'on voit de la flamme aux yeux des jeunes gens. Mais dans l'œil du vieillard on voit de la lumière. » (Victor Hugo, type 4 lexical/lexical, avec gradation)
- « Je ne songeais pas à Rose ; Rose au bois vint avec moi. » (Victor Hugo, type 3 synonyme)
- « Je préfère les assauts des pique-assiettes aux assiettes de Picasso. » (Jean Cocteau, type 4 écho/écho)
- « Un roi chantait en bas, en haut mourait un dieu. » (Victor Hugo, type 4 analogique/antithétique)
- « Aux espoirs indéfinis, aux charmantes inquiétudes. » (Maupassant, type 4 antithétique/grammatical)
- « En cet affront mon père est l'offensé, / Et l'offenseur le père de Chimène ! » (Pierre Corneille, type 2 ergatif – les moyens ne diffèrent que par leur ergativité)
- « Ils ne mouraient pas tous, mais tous étaient frappés » (Jean de La Fontaine, Les animaux malades de la Peste, type 3 lexical)
- « La beauté sur les fronts, dans les cœurs la pensée » (Victor Hugo, Melancholia, type 4 analogique/lexical)
- « Le matin est neuf, neuf est le soir » (Robert Desnos, Demain, type 3 antithétique)
- « Elle à demi vivante et moi mort à demi. » (Victor Hugo, type 2 antithétique)
- « Prendre le temps de ne point le perdre » (Donald Lévesque, Aphorismes)

dont cas particuliers de régression, ou réversion (type 1)
- « Il faut manger pour vivre et non pas vivre pour manger. » (Molière)
- « La guerre, c’est un massacre de gens qui ne se connaissent pas au profit de gens qui se connaissent, mais ne se massacrent pas. » (Paul Valéry – apocryphe)
- « Vivre simplement pour que d'autres puissent simplement vivre. » (Gandhi)
- « Vous aviez le choix entre la guerre et le déshonneur. Vous avez choisi le déshonneur, et vous aurez quand même la guerre. » (Winston Churchill)

À ne pas confondre avec le parallélisme (structure ABAB) :
- « Rester dans le paradis, et y devenir démon, rentrer dans l'enfer, et y devenir ange ! » (Victor Hugo)
- « Les jours les plus longs étaient trop courts pour lui, et les nuits les plus courtes trop longues. » (Frederick Douglass)
- « L'âge ingrat, chez les filles, c'est quand on est trop grande pour compter sur ses doigts et trop petite pour compter sur ses jambes. » (Coluche)
- « En temps de paix, les enfants enterrent leurs parents. En temps de guerre, les parents enterrent leurs enfants. » (Hérodote)

## Définition

### Définition linguistique
Le chiasme place en ordre inverse, par permutation, les segments de deux groupes de mots syntaxiquement identiques (Dupriez, Gradus). Pour ces raisons, il est très proche de la figure dite de l'antithèse.
La figure utilise souvent des marqueurs syntaxiques spécifiques à la symétrie : conjonctions comme mais ou et, et signe de ponctuation comme le point virgule ou la virgule.
On la différencie du parallélisme dit de construction en ce sens que ce dernier ne procède pas par symétrie ou inversion mais est la répétition d'une même structure syntaxique. Le chiasme correspond au schéma de type ABBA, le parallélisme au schéma de type ABAB.
Un chiasme reprenant les mêmes mots est une régression, ou réversion.

### Types de chiasmes

#### Classification formelle
Formellement, un chiasme ABB'A' combine une épanadiplose A_/_A' et une anadiplose _B/B'_. Toutefois, le terme est plus général que la réversion stricte AB/BA : il est fréquent que les composantes extrêmes (figurant dans l'épanadiplose) ou les composantes moyennes (figurant dans l'anadiplose), voire les deux, ne soient pas rigoureusement identiques mais reliées abstraitement, par exemple au sein d'un même champ sémantique.
Formellement, on peut ainsi dénombrer quatre types de chiasmes :
1. AB/BA l'antimétabole, où les composantes extrêmes sont identiques entre elles ainsi que les composantes moyennes ;
2. AB/B'A le chiasme épanadiploïque, où les composantes extrêmes sont identiques mais pas les composantes moyennes ;
3. AB/BA' le chiasme anadiploïque, où les composantes moyennes sont identiques mais pas les composantes extrêmes ;
4. AB/B'A' le chiasme abstrait. Apportant la plus grande flexibilité, c'est aussi celui des chiasmes les plus célèbres (voir exemples plus haut)

Cette classification est utilisée dans les exemples ci-dessus avec la notation suivante : « type relation des extrêmes/relation des moyens », où la nature de la relation est l'une de celles détaillées plus bas. Ainsi, un type 4-lexical/lexical est un chiasme abstrait croisant des termes appartenant à deux mêmes champs lexicaux ; un type 4-antithétique/lexical est un chiasme croisant deux extrêmes antithétiques l'un de l'autre, et deux moyens appartenant au même champ lexical, un type 3-antithétique croise deux extrêmes antithétiques (les moyens étant, par définition du type 3, identiques). un type 2-lexical croise deux extrêmes identiques avec deux moyens appartenant au même champ lexical.
Notons enfin qu'un effet de l'utilisation du chiasme anadiploïque est de créer une relation analogique voire syllogique, sur le modèle « A est à B ce que B est à C », ce qui permet de charger le dernier terme du chiasme d'un surcroît de sens, avec un effet poétique particulier. Ces chiasmes seront appelés chiasmes analogiques et sont par construction toujours des chiasmes de type 3 ou 4.
La relation entre deux composantes peuvent être (liste non exhaustive) : grammaticale (dont les chiasmes par compléments, par épithète, par substantif), sémantique (dont les chiasmes par antithèse, par synonymie), ergative, phonétique (dont les chiasmes par écho, par assonance, par allitération…), analogique, etc.

#### Chiasme grammatical
Le croisement dit chiasmatique s'opère entre des termes appartenant deux à deux à une même nature grammaticale (deux noms, deux verbes ou deux adjectifs, etc.), soit de même nature, soit de même fonction (complément, sujet, épithète…). Elle permet dès lors que deux syntagmes se suivent de façon symétrique : adjectif + nom / nom + adjectif ou inversement par exemple :

« Lourds cheveux / parfums étranges »

 ou son inverse.
La figure aboutit à des symétries argumentatives le plus souvent

« On passe souvent de l'amour à l'ambition, mais on ne revient guère de l'ambition à l'amour »

— La Rochefoucauld, Maximes

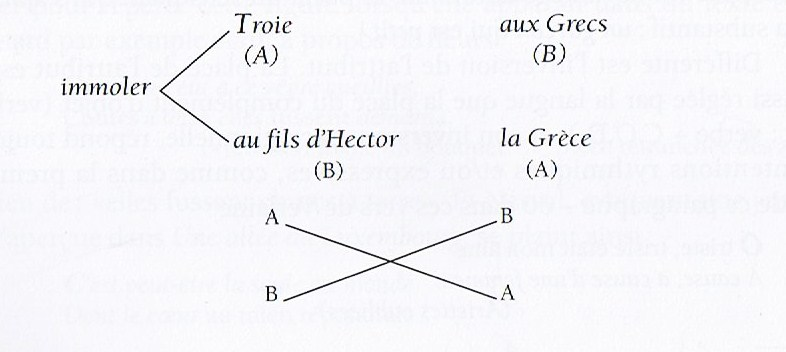
Le chiasme : exemple de croisement grammatical, inspirée de P. Bacry, Les Figures de style.

Le schéma en croix apparaît lorsque l'on dispose les groupes syntaxiques l'un en dessous de l'autre. Bacry donne l'exemple ci-contre du vers de Jean Racine dans Andromaque : « Immoler Troie aux Grecs, au fils d'Hector la Grèce »
On distingue ici quatre groupes de compléments : un COD avec Troie, un complément d'attribution avec aux Grecs, un autre complément d'attribution avec fils d'Hector et enfin un dernier COD avec la Grèce et auxquels l'on peut donner les lettres respectives A, A', B et B'. L'on aboutit à un schéma de type :
Troie (A) aux Grecs (B) au fils d'Hector (B') la Grèce (A')
Puisque dans le chiasme les groupes syntaxiques fonctionnent deux à deux lorsqu'ils appartiennent à la même nature grammaticale, ici : deux COD et deux compléments d'attribution. Le schéma est donc croisé. Aucune des composantes ne se répète, c'est donc un chiasme abstrait (type 4). Les extrêmes sont dans une relation grammaticale (ce sont des COD) ; les moyens sont dans une relation grammaticale (ce sont des compléments d'attribution).

#### Chiasme sémantique
La figure croise ici des relations sémantiques, au premier rang desquelles l'appartenance aux mêmes champs sémantiques : « Le roulis aérien des nuages de mer » (Alfred de Vigny), qui croise le champ sémantique de la mer (le roulis et mer) et celui de l'air (air et nuages).
En reprenant l'exemple précédent (« Troie aux Grecs, au fils d'Hector la Grèce »), on peut le lire également comme un chiasme de type 4 sémantique/sémantique : les extrêmes sont dans une relation sémantique (ce sont des toponymes) ; les moyens sont dans une relation sémantique (ce sont des gentilés, direct pour les Grecs, par périphrase pour le fils d'Hector, désignant les Troyens par métonymie). Cet exemple montre au passage qu'un chiasme peut être interprété diversement ; on retient généralement la relation la plus signifiante ou la plus évidente, en réservant la seule relation grammaticale aux cas où aucune autre ne se trouve.
Un exemple particulièrement frappant de chiasme sémantique est le chiasme par antithèse, qui donne une impression d'oxymore : de structure AB/B'A' où B et B' sont antithétiques :
« Un roi chantait en bas, en haut mourait un dieu. » (Victor Hugo)

#### Chiasme phonétique
La figure croise des sonorités, de consonnes, de voyelles, de rime ou d'écho :
« Je préfère les assauts des pique-assiettes aux assiettes de Picasso. » (Jean Cocteau)
Les extrêmes sont en écho : Picasso – assaut, les moyens également pique-assiettes – assiettes.
La méharée s'arrêta (chiasme par assonance é-a-é / a-é-a).
Les tulipes lutines (chiasme par allitération t-l / l-t).

#### Chiasme ergatif
La figure croise ici les voix, c'est-à-dire où l'un est actif et l'autre passif :
Et osent les vaincus les vainqueurs dédaigner
— Joachim du Bellay
(type 4 grammatical/ergatif : les extrêmes sont des verbes, les moyens sont les deux voix de la victoire).

#### Chiasme multiple
Lorsque plus de deux paires sont embrassées, on peut obtenir des chiasmes multiples. Reprenant l'exemple de Victor Hugo : « Un roi chantait en bas, en haut mourait un dieu. » On a une structure ABC/C'B'A' où AA' sont en relation sémantique, BB' en relation grammaticale, et CC' en relation antithétique.

## Définition stylistique
Le chiasme a pour effet de frapper l'imagination du lecteur. Néanmoins il peut souligner une antithèse comme dans ce vers de Victor Hugo qui au demeurant en utilise beaucoup les ressources : « La neige fait au nord ce qu'au sud fait le sable ».
On peut parler de chiasme sonore dans le cas de l'antimétathèse, variante de l'antimétabole et reposant sur l'inversion de lettres produisant un effet d'écho phonique.
En son essence, le chiasme structure une représentation idéale du monde en deux parties (haut/bas, intérieur/extérieur) symétriques, à l'intérieur desquelles s'opère souvent un croisement des valeurs corrigeant le manichéisme de l'antithèse.

## Genres concernés
Le chiasme est une figure de construction privilégiée dans les textes religieux car elle permet d'opposer deux réalités :

« Celui qui s'élève sera abaissé, celui qui s'abaisse sera élevé »

 (Évangile selon Luc, 18 : 14)
La poésie également l'utilise abondamment ; elle permet de mettre en relief des termes de manière combinée à d'autres effets (rapprochement par des tropes, parallélismes, antithèses, etc.) :
Sous votre aimable tête, un cou blanc, délicat

Se plie, et de la neige effacerait l'éclat
— André Chénier
ou encore :
Je suivais dans les cieux ma route accoutumée

Sur l' axe harmonieux des divins balanciers
— Alfred de Vigny
Les romantiques français ont cultivé cette figure expressive, tels Alfred de Vigny ou Victor Hugo, dans leur ambition esthétique de représenter dans une même image les contradictions et contrastes. Dans le poème Melancholia des Contemplations, Victor Hugo condamne ainsi le travail des enfants dans les manufactures :

« Ô servitude infâme imposée à l'enfant !

Rachitisme ! travail dont le souffle étouffant

Défait ce qu'a fait Dieu ; qui tue, œuvre insensée,

La beauté sur les fronts, dans les cœurs la pensée, »

On retrouve des chiasmes à l'origine de nombreux proverbes et dictons comme « C'est bonnet blanc et blanc bonnet ».

## Historique de la notion
Selon Henri Morier, dans son Dictionnaire de poétique et de rhétorique le chiasme n'est pas à proprement parler une figure de style mais ne serait 

« qu’une sotte coquetterie de style s’il n’était motivé par une raison supérieure : désir de variété, besoin d’euphonie ou d’harmonie expressive »

, donnant comme exemple :

« Il dressait vers les cieux ses mains de faux apôtre :

De l’une il bénissait, il maudissait de l’autre »

Morier parle alors de chiasme rythmique uniquement.
Lausberg montre que cette figure est d'acception actuelle et récente, la rhétorique classique ne l'évoquant pas.